# Шакті

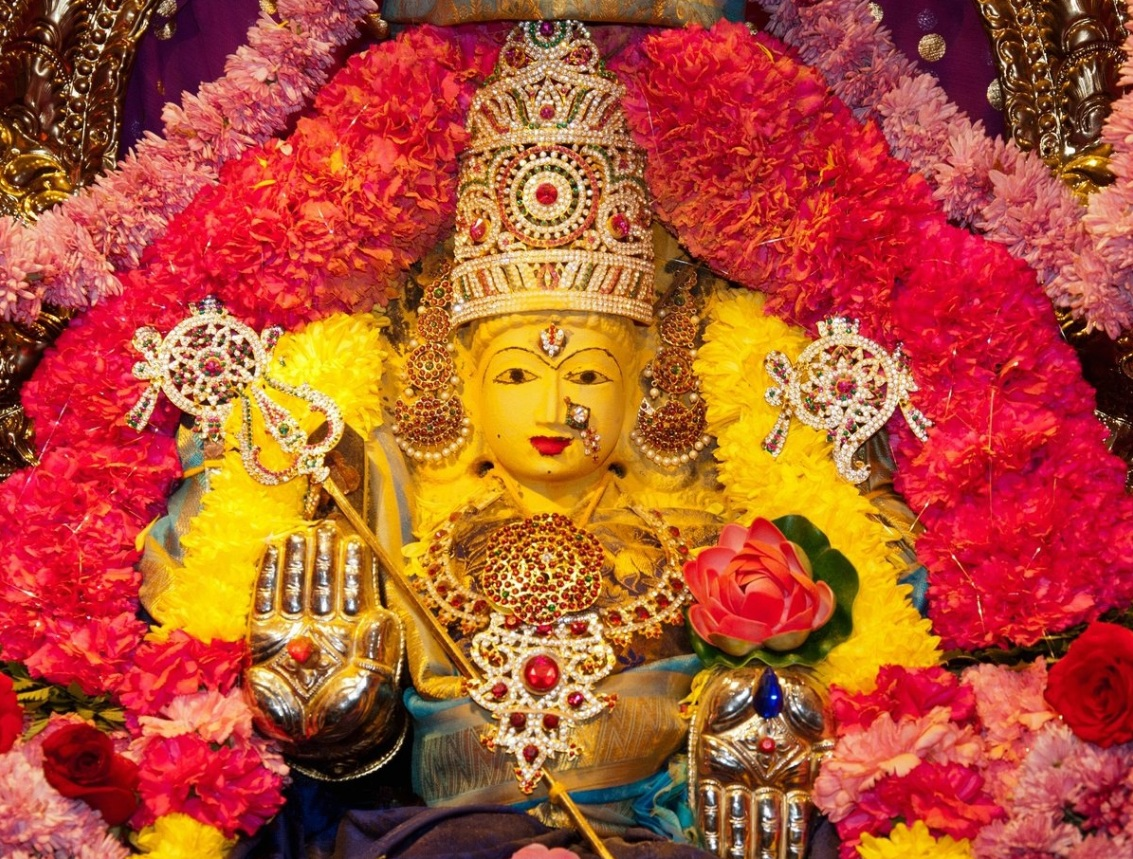
Парашакті. Храм Парашакті у Мічигані.

Ша́кті (санскр. शक्ति, śakti IAST — «міць, сила») —  Аді-Ша́кті — первинна космічна енергія, що уособлює сили всесвіту та внутрішню енергію богів та людей. Вона персоніфікується у жіночому образі та інколи називається «божественою матір'ю» в Індуїзму, часто символізуючи родючість і мати-природу. В ширшому сенсі "шакті" може вживатись для назви партнерки із тантра-йоги або в значенні - сила, енергія.

## Форми
В різних течіях індуїзму відношення та розуміння Шакті дещо різне. Парашакті - Верховна Шакті, вища Шакті, джерело і причина всіх конкретних Шакті, які наповнюють буття. Так, в шактизмі Шакті поклоняються як верховному божеству. У тантрі і шайвізмі всесвіт розглядається як відносини Шакті й Шиви, Шакті знаходиться в безперервному злитті з Шівою, представляючи з ним два нероздільних аспекти однієї реальності. В шайвізмі й вайшнавізмі Шакті асоціюється з дружинами верховних богів і є їх жіночою енергію, вона персоніфікується у вигляді Парваті, дружини Шиви, або Лакшмі, дружини Вішну. Загалом кожен бог в індуїзмі має свою шакті, і всі разом вони представляють персоналізації і сили (енергії) єдиного Брахмана. Всі індуїстські богині, найвідоміші з яких Дашамахавідья - Калі, Дурґа, Лакшмі, Сарасваті, Парваті, Чамунда, Деві, Бхавані, Лаліта-Тріпурасундарі, Бхайрава, Чанда, Тара, Мінакші, Камакші, Раджараджешварі, — різні форми Шакті, кожна з цих форм уособлює будь-який її аспект.
Шакті часто розглядається як жіноче начало людини, її жіноча половина. Також це жінка-партнер практикуючого тантричну йогу. Всією своєю божественною могутністю Шива зобов'язаний великій Шакті. Без неї Шива бездіяльний, «як труп» (шава). В індуїстській іконографії взагалі й у тантричній зокрема досить популярний образ Шакті (в образі Богині-Матері Калі), яка стоїть на лежачому Шиві. Тому на практиці більше шанується саме Шакті як творчо-динамічний аспект Бога. «Немає розбіжностей між ними. Шакті — це сам Шива», — говориться в «Ґандгарва-тантрі».
Поняття «шакті» (від санскр. «шак» — «мати силу», «бути здатним») у тантризмі є, мабуть, центральним і досить багатозначним. Воно перекладається як «енергія», «сила», «міць», «жіноче начало», «духовна сила» [яка передається через вчителя-гуру або знайдена за допомогою практики]“. Часом тантризм і шактізм розглядаються як слова-синоніми. У «Ґаятрі-тантрі» йдеться: «За допомогою з'єднання з нею весь всесвіт має енергію, тому вона називається Шакті». Шакті являє собою загадкову силу, свого роду Єдине Життя всього існуючого, включаючи Шиву й всі душі. Володіючи Шакті, Шива здатний «породити» всесвіт і всіх його мешканців — від богів до дрібних мікроорганізмів. Якщо Шива — Батько світу, то Шакті — Велика Богиня-Матір.
Прояви Шакті безкінечні. Серед них є й милостиві, і гнівні образи. Однак сутнісна форма Великої Матері завжди залишається незбагненною й недосяжною для поглядів навіть богів. «О Матір, Твою вищу форму не знає ніхто. Мешканці небес шанують Твою виявлену форму в образі Калі і інших формах», — говориться у священному тексті «Шактананда-тарангіні» («Хвилі блаженства для шактістів»).
Шакті одночасно й грізна, кровожерлива Богиня, і милостива Мати. Вона — велика чаклунська сила, що зачаровує душі калейдоскопом своїх божественних ігор (ліл), які змушують всіх живих істот забути свою справжню природу й підпасти під владу закону карми й нескінченних перероджень у різних формах. Але вона ж є великою силою, яка рятує та приводить душі назад до Шиви, до Бога. «Ти — Велике Знання й Велика Ілюзія, Велика Мудрість і Велика Пам'ять! Ти — Велике Забуття й Всеволодарка, Велика Богиня й Велика Демониця!» — так славить Богиню-Матір «Деві-махатм'я» («Величання Богині»), один із найшанованіших індуїстами священних текстів.
Тому будь-яка релігійна практика тантристів неминуче звернена більше до Шакті, ніж до Шиви. Більше того, в «Ніруттара-тантрі» сказано, що «неможливо досягти звільнення без осягнення Шакті».
З точки зору Тантри (як і індуїстської традиції в цілому), універсальна маніфестація має дві фази - спадну і висхідну. Перша фаза відповідає відділенню Шакті від принципу (чоловічого божества, Шиви, Вішну або від Будди в буддизмі). Це прояв принципу зовні, проекція його сутнісних духовних можливостей в динамічний простір конкретної реальності, дисперсія єдиного світлового променя на безліч іскор та колірних поєднань. У цій фазі Шакті поступово втрачає початковий зв'язок з принципом, відокремлюється, "темніє", набуває іллюзорної видимості "автономії", "самодостатності". Генон помічав, що термін "Майя", центральний для індуїстської традиції, слід розуміти саме як цей маніфестаційний процесс відділення Шакті, який є ілюзією не тому, що він не наділений реальністью, але тому, що в ньому "затемнюється" сутнісна залежність маніфестації від її витоку, тобто Шакті від її принципу. Це космогонічне розвертання, динамічна реалізація, породження рушійного кола навкруги нерухомого центра. Друга фаза маніфестації - це абсорбція Шакті принципом, вбирання чоловічим Божеством своєї поточених в первой фазі енергії, що проходить в формі її "преображення", її "очищення" від нальоту іллюзорної самодостатності, її "порятунок". Тантрична традиція концентрує свою увагу саме на другій фазі маніфестації, розглядаючи Шакті не просто саму по собі, але в динамічному процесі "втягування" в чоловічий трансцендентний принцип. Практик Тантри ототожнюється з Шакті ("Сахама" — головна формула Тантри, тобто "Я є Вона", мається на увазі Шакті) саме як з динамічною іпостассю Божества, орієнтовану на повернення до свого витоку. В цьому фундаментальна відмінність Тантри від санкх'ї, звичайної Йоги та ін. езотеричних шкіл індуїзму, пов'язаних з Шляхом правої Руки. У цих нетантричних школах Шакті (Мула Пракріті Санкхьі, Богиня Мати або Богиня Діва і т.д.) розглядается у своїй першій фазі, як божественна енергія, що несе в собі відбиток найвищого принципу. Тому до неї виникає бережливе, вдячне і шанобливе, благочестиве почуття, як до матері, як до вісниці про далекий Абсолют, Пурушу, Вищого Брахманеа. Тантристи ж оріентіровані не так на шанування і збереження Шакті, але на її брутальне використання, на її пристрасне і травматичне "переображення" в первісний, предманіфестаційний стан, в стан вічного поєднання з грізним і безпристрасним Богом-аскетом, жахливим Шивою, а це, природно, припускає НЕ бережливе плекання їй даної Форми, але вольове і героїчне трансформування її в щось більше, ніж вона сама. Саме з такої специфіки розуміння Шакті під другою фазою маніфестації і протікає акцент Шляху Лівої Руки на архетипі Жінки-Коханки і певне нехтування архетипом Жінки-матері. (М.А.)
Представники культу в Україні - Школа-ашрам Шакті.
Мантра для прославлення Шакті - Kundalini-Shakti-Bhakti Mantra
```
   Adi Shakti, Adi Shakti, Adi Shakti, Namo Namo!
   Sarab Shakti, Sarab Shakti, Sarab Shakti, Namo Namo!
   Prithum Bhagvati, Prithum Bhagvati, Prithum Bhagvati, Namo Namo!
   Kundalini Mata Shakti, Mata Shakti, Namo Namo!
```

## Богиня уджйотіш

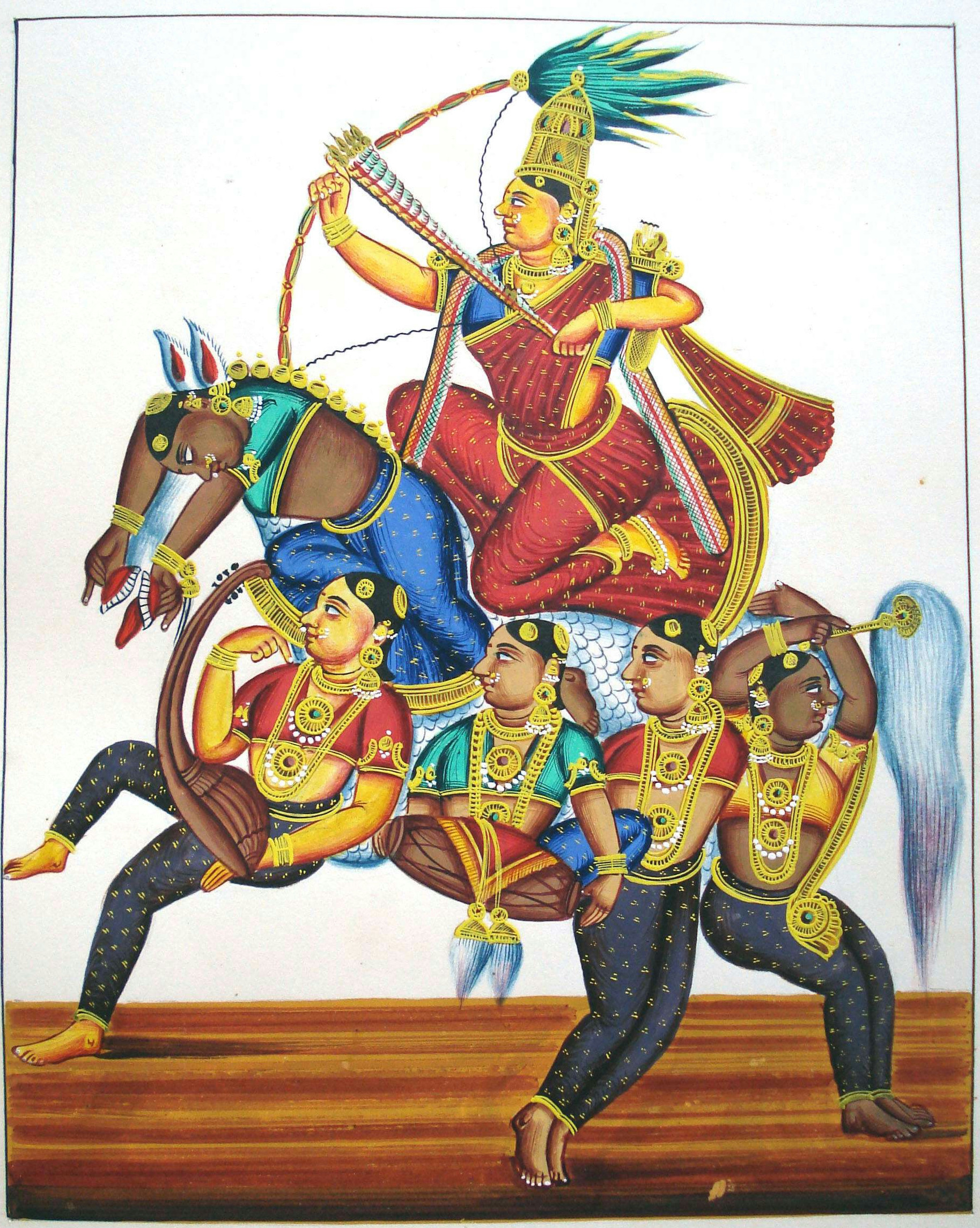
Раті, богиня плотського бажання, пристрасті і сексуального задоволення, дружина і помічник Ками (Камадева), бога кохання.

Місячний цикл ділиться на три частини, і він представляє Богиню Три - Деві, кожен з трьох аспектів відповідає певним місячними фазами. Від Амавасї (Новий місяць) до Шукла Дашамі (10 день-тітхі) Місяць управляється Дургою. Від Шукла Дашамі до Крішна Панчамі (5 день темної) вона управляється Лакшмі, а від Крішна Панчамі до Амавасї - Калі.
При визначенні Деві (Богині), відповідної натальному Місяцю натіва, використовуються
тільки дві форми Богині - Дурга і Калі. Лакшмі уособлює Венеру. В окремо взятому
гороскопі, Місяць може становити або Калі, або Дургу, в залежності від ряду факторів.
Всі ці фактори обумовлені впливом на Місяць.
У «Прашна Марга» говориться - якщо «Місяць - сильний, то він уособлює Дургу, якщо слабкий - Місяць представляє Бхадракалі. У тому випадку, коли Місяць слабкий і знаходиться в
знаку Марса, він набуває темних якостей, відповідно Богині Чамунда».
Дурга. Богиня Дурга має кілька пар рук, і сидить на тигрі. Вона існувала
завжди і вона обіймає собою все суще. На фізичному плані вона проявила себе тоді, коли
якийсь демон, досягнувши найвищого ступеня могутності, став утискати небожителів, а боги
не змогли надати йому належного опору. Кожен з них передав частину своєї Шакті (у
формі того чи іншого різновиду зброї) Богині Дурзі.
Саме поняття «Шакті» не може
бути перекладено одним словом. Санскрит є концептуальним мовою (на відміну від англійської). Шакті - це жіноча іпостась
Бога, наприклад, Лакшмі (богиня
багатства / грошей) є жіночою іпостассю
(Шакті) Господа Вішну, який відповідає за
засоби до існування (вони представлені
достатком). Також Шакті це сила / енергія, а
багатство є ні що інше, як живляча
енергія. Таким чином, Шакті Бога - це його
сила / енергія, яка представлена в жіночому
подобі. Зброя, передана Дурзі,
символізує ті сили, якими володіли
боги. Отже, вона одна являє собою
сукупність усієї сили богів, вона
представляє форму, в якій перебувають всі
боги і богині, тому її іменують
Джагадамба. «Джагад» - Всесвіт, а «Амба» -
мати, тобто Джагадамба - це Мати Всесвіту.
Так хто ж кого породив, Вона богів або боги
Її? Мати Всесвіту, і сам Всесвіт, тісно
взаємопов'язані між собою.
Калі. Богиня Калі з'являється тоді, коли Дурга приходить у лють. Лік Дурги чорніє,
а темрява згущається в її третьому оці, з нього ж і виходить Калі. Таким чином, Калі - це
несамовита, гнівна форма Дурги. «Бхадра» означає «сприятливий», тобто Бхадракалі - це
сприятлива форма Калі.
Калі билася з демонами Чанду і Мундо, які представляють подвійність,
постійно розривається людського розуму. Вона вбила їх, відрубавши їм голови. Після цього Дурга
сказала їй, що з цих пір її стануть іменувати Чамунда. Так, Чамунда - це люта форма
Калі. Вона часто зображується з виступаючими ребрами і пронизливим поглядом.
(«Деві Махатмйа»)

## Раші (знак зодіаку)
Форма, яка приймається Матір'ю, залежить від положення Місяця в гороскопі:
- Овен - Чамунда
- Телець - Дурга (Мулатрікона Раху)
- Близнюки - Дурга (Екзальтація Раху)
- Рак - Калі (Дім Калі)
- Лев - Калі
- Діва - Дурга
- Терези - Калі
- Скорпіон - Калі (Дім Кету)
- Стрілець - Калі (Екзальтація Кету)
- Козеріг - Калі
- Водолій - Дурга (Дім Раху)
- Риби - Калі (Мулатрікона Кету)

## Настрій Матері
1. Місяць представляє Калі, якщо вона рухається в напрямку Кету, місяць представляє
Дургу, якщо вона рухається в напрямку Раху.
2. Шукла Пакша відповідає Дурзі, Крішна Пакша відповідає Калі.
3. Місяць у падінні - Калі. Екзальтований Місяць - Дурга.
4. Якщо Місяць з'єднаний з планетами, що сильні вдень - Дурга. Якщо Місяць з'єднаний
з планетами, що сильні вночі - Калі. Мангала, Шані і Чандра сильні вночі. Сурйа, Гуру і Шукра сильні вдень. Якщо Місяць з Меркурієм, котрий сильний і вдень і вночі - Лаліта.
Існують особливі комбінації (Йоги) відповідні тій чи іншій формі Богині.
Марс з Місяцем вказують на Чамунда. Місяць з Сатурном - Калі. Місяць з Раху - Дурга. місяць з
Меркурієм - Тріпура / Лаліта. Комбінація, коли Марс і Раху разом, називається Віджая Йога.
Якщо до них приєднується Місяць, то буде Віджая Дурга. Цій формі Дурги поклоняються на
10-й день фестивалю Наваратрі. Це свято приурочене до дня Її перемоги над демоном,
щоб знищити якого Вона і прийняла дану форму. Амавасйа (новий місяць) пов'язана з
Калі. Пурніма (повний місяць) пов'язана з Тріпура Сундарі / Шодаші (так само як і з Лакшмі).
Фактори з I по IV повинні бути проаналізовані. І тільки після цього, вибирається
відповідна форма, як більш сильна. Визначення Деві Рупи (форми) для Місяця -
надзвичайно важливий етап, особливо в тому випадку, якщо Місяць вражений або потребує
посилення, або умилостивлення.

## Планети і відповідні їм Богині
Всі планети від Арудха Лагни можуть бути розглянуті як різні форми Богині.
Арудха Лагна - це Майя, яка представлена як Шакті. Від Арудха Лагни проявлені лише
дві її форми - Калі і Дурга (Бху Шакті Лакшмі до уваги не береться). Тут Місяць
представлений Шукла Пакш - Дурга, і Крішна Пакш - Калі. Третя складова
підпорядкована Юпітеру. Шиві поклоняються як Лагно (Карака Сонця). Вішну поклоняються як
Пака Лагна (Карака Юпітера). А Шакті поклоняються як Арудха Лагна (Карака Місяця).
Правильне застосування цієї системи, увазі розуміння природи домів,
розглянутих від Арудха Лагни (Майя). Якщо воно присутнє, то цілком можливо
визначити, який Шакті планета має, або це Ніла Шакті (Калі), або Шрі Шакті
(Дурга).
Планети у відповідності зі Шрі Шакті: Навадурга
- Сонце - Шайлапутрі (дочка Ханумана)
- Місяць - Махагаурі (Великі Білі Гори)
- Марс - Скандамата (Мати Сканди)
- Меркурій - Катьяяні (дочка мудреця Катьяяни)
- Юпітер - Брахмачаріні ( уособлення побожності)
- Венера - Кушманда
- Сатурн - Каларатрі
- Раху - Чандрагханта (дзвіночок Місяця)
- Кету - Сіддхідхатрі (яка дарує Сіддхі)

Планети відповідно до Нілу Шакті: Махавідья
- Сонце - Матангі
- Місяць - Бхуванешварі
- Марс - Бхагаламукхі
- Меркурій - Тріпура Сундарі
- Юпітер - Тара
- Венера - Камала
- Сатурн - Калі
- Раху - Чхіннамаста
- Кету - Дхумаваті
- Лагна - Бхайраві

У розумінні західної людини, будь-яка небезпека може бути своєчасно усунена, тому йому складно оцінити всю згубність некоректного поводження з Богинею.
Необхідно пам'ятати, що Вона - Шакті, Пракріті, сама Природа. Якщо Ви жартуєте з Природою, вона пожартує з Вами. Вімшоттарі Даша пов'язана з Арудха Лагно (з Місяцем і сприйняттям). Махадаша управляється Сонцем, а Місяць керує Антардашей. Антардаша дуже важлива при тлумаченні гороскопа від Арудха Лагни, і вона відіграє вирішальну роль при виборі відповідної Шакті для Садхани. Визначте де і як розташований Антардашанатх (управитель Антардаші) від Арудха Лагни. Він і вкаже на Богиню і відповідну Садхану, яку слід виконувати протягом поточної Антардаші (часовий період).
Богиня грає дуже важливу роль в житті кожної людини. Вона задає напрям (Гаті) наших життів. Місяць, як Богиня, наставляє нас на ухвалення правильних рішень за допомогою правильного розуміння суті речей. Впливаючи на планети, Богиня або одухотворяє їх (Дурга), або очищає (Калі). Астролог повинен бути компетентний у читанні натальної карти, повинен розуміти природу божеств і знати те, як вони себе можуть проявити, перед тим як рекомендувати Садхану тієї чи іншої Богині як корекцію, спрямовану на усунення негативного впливу.
Поклоніння Богині надзвичайно ефективно і дає швидкі результати.
Це знання належить астрологічним традиціям штату Орісса. У Східній Індії (Орісса, Бенгалія, Ассам) взагалі дуже багато давніх культів, пов'язаних з поклонінням Богині. І ця традиція донині все ще живе і процвітає.